# 辽西乡
辽西乡，是中华人民共和国四川省甘孜藏族自治州白玉县下辖的一个乡镇级行政单位。

## 行政区划
辽西乡下辖以下地区：
辽西村、昌麦村和达科村。